# Indigofera splendens
Indigofera splendens är en ärtväxtart som beskrevs av Franciso Manoel Carlos de Mello de Ficalho och William Philip Hiern. Indigofera splendens ingår i släktet indigosläktet, och familjen ärtväxter. Inga underarter finns listade i Catalogue of Life.